# サス・サリン
サス・サリン（Sasu Salin、1991年6月11日 - ）は、フィンランドのプロバスケットボール選手で代表メンバーである。

## プロとしてのキャリア
レノボ・テネリフェに2019年から在籍していたが、2024年6月20日、退団が発表された。その後8月3日、ユーロカップとリーガ・ナツィオナーラに所属するU-BT・クルジュナポカへの加入が発表された。

## 代表としてのキャリア
2023年FIBAワールドカップではチームのキャプテンを務める。W杯は2014年大会以来2度目の出場となる。